# Kuk (Slovenië)
Kuk is een plaats in Slovenië en maakt deel uit van de gemeente Tolmin in de NUTS-3-regio Goriška. De plaats telde 23 inwoners op 1 januari 2020.